# Стів Анжелло
Стів Анжело (швед. Steve Angello, повне ім'я — Стівен Ангелло Йосефссон Фрагогіанніс (Steven Angello Josefsson Fragogiannis); н. 1982 р. в Афінах, Греція) — шведський діджей, продюсер, музикант, реміксер, власник лейблу Size Records і X. Входив до складу колективу Swedish House Mafia. 2010 року, журнал DJ Magazine оголосив підсумки Top 100 DJ Poll, Steve Angello посів 14-те місце, у 2013-му — 38-ме місце, у 2015 році — 31.

## Біографія

### Ранні роки
Steve Angello народився в 1982 році в столиці Греції — Афінах, батько його був греком, а мати — шведкою. Коли він був підлітком, його батько був убитий. Твердо вирішивши не йти шляхом батька, хлопець серйозно захоплюється музикою. Поступово, пройшовши через захоплення різними жанрами музики, такими як хіп-хоп, breakbeat і музика 70-х, він разом зі своїм другом дитинства Sebastian Ingrosso починає цікавитися хауз-звучанням.

### Перший успіх
Для Стіва Анжело все почалося у 2004 році з релізу Woz not Woz, спільної роботи з його співвітчизником Eric Prydz. Він був виданий на відомому лейблі CR2 Recordings і швидко вивів Angello в ряди найзатребуваніших продюсерів, діджеїв і реміксерів 2005 року. Тоді ж Стів спродюсував дві клубні хіти, серед яких робота з Sebastian'ом Ingrosso «Sweet Dreams», записав ремікси на Moby, Goldfrapp, Royksopp і Deep Dish, випустив компакт Subliminal Sessions, був номінований на «Кращого продюсера» на House Awards і став «Новачком року» на DJ Awards на Ібіці.
Пізніше Angello випускає музику під багатьма ніками, серед яких стали широковідомими who's Who (роботи «Not So Dirty» і «Sexy F**k»), Buy Now («For Sale» і «Body Crash»), Fireflies, General Moders, Mode Hookers, Outfunk і The Sinners (всі вищеперелічені — спільні проєкти з Ingrosso), A&P Project (разом з Eric Prydz), Supermode (разом з Axwell з суперхітом «Tell Me Why»).

### Лейбл
Steve Angello є засновником і власником лейблу Size Records, штаб-квартира якого розташована в Стокгольмі. Під впливом Daft Punk і Carl Craig, лейбл був заснований у 2002 році, відтоді на ньому вийшло безліч релізів, у тому числі хіти who's Who? і Not So Dirty від самого Steve Angello і Some kinda Freak від Full Blown. Лейбл отримав серйозну підтримку від суперзірок, серед яких Pete Tong, X-Press 2, Roger Sanchez, Funk D Void, Carl Cox, Alex Neri, Norman Cook, Armand Van Helden і Erick Morillo. На даний момент, крім випуску власних робіт Angello, лейбл співпрацює з Funkagenda, Kim Fai, Veerus, Maxie Devine та іншими артистами.
Стів запустив другий лейбл, який називається «X». Як повідомляє сам музикант, у цей лейбл будуть входити треки з оригінальним звучанням.

### Swedish House Mafia
Проєкт утворився наприкінці 2008 року. До групи увійшли три хаус діджеї і продюсери: Steve Angello, Axwell і Sebastian Ingrosso. Шведська хаус-мафія випустила свій перший сингл «One» під ім'ям Swedish House Mafia 26 травня 2010 року, де він досяг міжнародного успіху. 24 червня 2012 року на своєму офіційному сайті розмістили оголошення про припинення діяльності проєкту. Angello заявив, що продовжить свою кар'єру сольно.

### Wild Youth (2014—2016)
20 листопада 2015 року Стів випускає першу частину свого дебютного альбому Wild Youth, у який увійшло 6 треків. Альбом складається з 12 треків. Раніше вийшли сингли: Children of the Wild (feat. Mako), Wasted Love (feat. Dougy Mandagi), Remember (feat. The Presets). Друга частина альбому вийшла 22 січня 2016 року.

## Дискографія

### Мікси та альбоми
2005
- Ibiza 4AM (з Sebastian Ingrosso)

2006
- Sesseions$

2007
- Stadium Electro

2009
- The Yearbook

2010
- Size Matters (з AN21)

2016
- Wild Youth

### Сингли
2001
- Outfunk (Steve Angello & Sebastian Ingrosso) — I Am The One
- Outfunk (Steve Angello & Sebastian Ingrosso) — All I Can Take
- Outfunk (Steve Angello & Sebastian Ingrosso) — Bumper

2002
- Outfunk (Steve Angello & Sebastian Ingrosso) — Echo Vibes

2003
- Steve Angello — Voices
- The Sinners (Steve Angello & Sebastian Ingrosso) — Under Pressure
- The Sinners (Steve Angello & Sebastian Ingrosso) — Sad Girls
- The Sinners (Steve Angello & Sebastian Ingrosso) — Keep On Pressing
- The Sinners (Steve Angello & Sebastian Ingrosso) — One Feeling
- Steve Angello — Fresh Coffee
- Steve Angello — Oche
- Steve Angello — Close 2 Pleasure
- Steve Angello — Player
- Steve Angello — Push Em' Up
- A&P Project (Steve Angello & Eric Prydz) — Sunrize
- Steve Angello — Dirty Pleasure
- Steve Angello — Rhythm Style
- Steve Angello — Young as Funk
- Outfunk (Steve Angello & Sebastian Ingrosso) — Lost In Music

2004
- Eric Prydz & Steve Angello — Woz Not Woz
- Steve Angello — The Look (I Feel Sexy)
- Steve Angello & Dave Armstrong — Groove In You
- General Moders (Steve Angello & Sebastian Ingrosso) — Touch The Sky
- Mode Hookers (Steve Angello & Sebastian Ingrosso) — Swing Me Daddy
- Steve Angello — Humanity 2 Men
- Steve Angello — Summer Noize
- Steve Angello — The Rain
- Steve Angello — Tribal Inc.
- Steve Angello — Sansation
- Steve Angello — Funked
- Steve Angello — Wear It Out
- Steve Angello — Yourself
- Steve Angello & Sebastian Ingrosso — Yo Yo Kidz
- Steve Angello — Only Man

2005
- Buy Now — For Sale (з Sebastian Ingrosso)
- Steve Angello & Sebastian Ingrosso — 82-83
- Fuzzy Hair vs. Steve Angello — In Beat
- Who's Who ? — Lipstick
- Steve Angello & Sebastian Ingrosso — Yeah
- Who's Who ? — Copycat
- Who's Who ? — Not So Dirty
- Steve Angello — Euro
- Steve Angello — Acid

2006
- Steve Angello — Teasing Mr. Charlie / Straight
- Supermode — Tell Me Why (з Axwell)
- Who's Who? — Sexy F**k
- Steve Angello & Laidback Luke — Otherwize Then

2007
- Steve Angello & Sebastian Ingrosso — Umbrella
- Steve Angello — Sansation
- Axwell, Angello, Ingrosso & Laidback Luke — Get Dumb
- Steve Angello & Laidback Luke — Be

2008
- Mescal Kid — Magic
- Steve Angello & Sebastian Ingrosso — Partouze
- Buy Now! — Body Crash (з Sebastian Ingrosso)
- Steve Angello — Gypsy
- Who's Who? — Klack
- Steve Angello & Sebastian Ingrosso — 555

2009
- Steve Angello & AN21 — Valodja
- Steve Angello — Tivoli
- Steve Angello — Monday
- Axwell, Sebastian Ingrosso, Steve Angello, Laidback Luke Feat. Deborah Cox — Leave the World Behind
- Steve Angello — Isabel
- Steve Angello & AN21 — Flonko
- Steve Angello — Alpha Baguera
- Steve Angello & Laidback Luke featuring Robin S. — «Show Me Love» UK #11
- Steve Angello — La Candela Viva
- Steve Angello — Rolling
- Mescal Kid — Do You Want It ?
- Steve Angello & Tim Mason — Alarma

2010
- Steve Angello — Rave 'N' Roll
- Steve Angello — KNAS
- Steve Angello & Alex Metric — Open Your Eyes

2012
- Steve Angello — Yeah
- Steve Angello & Third Party — Lights

2013
- Steve Angello, Wayne & Woods — I/O
- Steve Angello, Matisse & Sadko — SLVR

2014
- Dimitri Vangelis & Wyman X Steve Angello — Payback
- S-A Vs. AN21 & Sebjak — GODS
- Steve Angello — Wasted Love (з Dougy)

2015
- Steve Angello — Children of the Wild (feat. Mako)
- Steve Angello — Remember (з The Presets)
- Steve Angello — Prisoner (з Gary Go)

2016
- Steve Angello — Someone else (з Dan Reynolds)

### Ремікси
2003
- Gadjo — So Many Times
- Arcade Mode — Your Love (Angello & Ingrosso Remix)
- StoneBridge — Put 'Em High (Steve Angello & Sebastian Ingrosso Remix)
- Aerosol Feat. Anne Murillo — Let The Music Play

2004
- Benjamin Bates — Whole (The Steve Angello Mixes)
- Eric Prydz — Call On Me (Angello & Ingrosso Remix)
- Phase 2 — Voodoo Love
- Eurythmics — Sweet Dreams (Steve Angello Remix)
- Room 5 — U Got Me
- Mohito — Slip Away
- Touché — she's At The Club / The Body Clap
- DJ Rooster & Sammy Peralta — Shake It
- DJ Luccio — No Fear
- DJ Flex And Sandy W — Love For You (Angello & Ingrosso Remix)
- Magnolia — it's All Vain (Steve Angello Remix)
- Deepgroove — Electrik / Diva (In My House)

2005
- In-N-Out — EQ-Lizer (Angello & Ingrosso Remix)
- Alex Neri — Housetrack
- MBG & SDS — New Jack
- Steve Lawler — That Sound (Angello & Ingrosso Remix)
- Robbie Rivera & StoneBridge — One Eye Shut (Steve Angello & Sebastian Ingrosso Remix)
- Naughty Queen — Famous & Rich (Angello & Ingrosso Remix)
- Moby — Raining Again
- Sahara — Everytime I Feel It (Steve Angello Remix)
- Roman Flügel — Geht's Noch?
- Deep Dish — Say Hello (Angello & Ingrosso Remix)
- Röyksopp — 49 Percent (Angello & Ingrosso Remix)
- DJ Rooster & Sammy Peralta — Shake It (Steve Angello Mix)
- Full Blown — Some Kinda Freak (who's Who Re-edit)
- Armand Van Helden Feat. Tekitha Presents Sahara — Everytime I Feel It

2006
- Laidback Luke Feat. Stephen Granville — Hypnotize (Steve Angello Remix)
- Ultra dj's — Me & U (Steve Angello & Sebastian Ingrosso Edit)
- Justin Timberlake — My Love (Angello & Ingrosso Remix)
- Innersphere Aka Shinedoe — Phunk (Steve Angello Re-Edit)

2007
- Robbie Rivera — One Eye Shut (Angello & Ingrosso Remix)
- Hard-Fi — Suburban Knights (Angello & Ingrosso Remix)
- Fergie — London Bridge
- Robyn With Kleerup — With Every Heartbeat (Steve Angello Dub)

2008
- Flash Brothers — Palmito (Steve Angello RMX)
- Tocadisco — Da Fuckin' Noize (Steve Angello Remix)

2009
- Christian Smith & John Selway — Move!
- Kim Fai — P. O. V

2010
- Congorock — Babylon (Steve Angello Edit)
- Pendulum — The Island (Steve Angello, AN21 & Max Vangeli Remix)
- Magnetic Man — Perfect Stranger (Steve Angello Remix)
- Cheryl Cole feat. Will.i.am — 3 Words (Steve Angello Remix)
- Junior Sanchez, Alexander Technique — Where You Are (feat. Shawnee Taylor) (Steve Angello Edit)

2011
- Tim Mason — The Moment (Steve Angello Edit)

2013
- Depeche Mode — Soothe My Soul (Steve Angello vs. Jacques Lu Cont Remix)
- Chase & Status feat. Moko — Count On Me (Steve Angello Remix)

### Swedish House Mafia
все у співпраці з Axwell і Sebastian Ingrosso
Сингли
2010
- «One»
- «One» (Your Name)" з Pharrell Williams)
- «Miami 2 Ibiza»
- «Miami 2 Ibiza» з Tinie Tempah

2011
- «Save The World» (feat. John Martin)

2012
- «Greyhound»
- «Don't You Worry Child» (feat. John Martin)

Ремікси
2011
- «Coldplay — Every Teardrop Is A Waterfall» (Swedish House Mafia Remix)